# 2597 Arthur
2597 Arthur је астероид главног астероидног појаса са средњом удаљеношћу од Сунца која износи 3,003 астрономских јединица (АЈ).
Апсолутна магнитуда астероида је 11,9.